# Раковское графство
Раковское графство — организованное магнатское землевладение в Минском повете и воеводстве Речи Посполитой в 1700—1794 годах.
Сведений об императорской или королевской номинациях графских титулов магнатам ВКЛ не найдено.

## История
18 июня 1700 года произошел раздел отцовского наследства между братьями Казимиром Антонием и Павлом Каролем Сангушками. Старший 23-летний Казимир получил землевладение Раков в Минском воеводстве, Крупку, Неклюдов и Обольцы в Оршанском повете, Страховку в Ливонской земле, дворец в Варшаве и двор в Скарышеве. 18.11.1700 в инвентаре староства подусвяцкого он именовал себя как «на Белом Ковле княжича, графа на Ракове…»
В 1783 году князь Януш Модест Сангушка продал Раковское графство (575 дымов) князю Михалу Клеофасу Огинскому. Дедичные же права были оформлены только 19.01.1789 года, после оплаты сделки. Огинский при регистрации своих наследственных прав свидетельствовал, что от княжат Сангушек «полностью с графством Раковским купил дедичество». Недолго он однако пользовался ново приобретенным землевладением…
Разорившись, в поисках средств для погашения кредитов Огинский начал распродажу некоторых землевладений и стал последним владельцем и могильщиком Раковского графства. Он нашел покупателей на фольварки Выгоничи, Ислочь и Тресковщизна, Карабановщизна, Новое Поле и Старый Раков — сделки с ними состоялись в марте 1794 года. За участие в антироссийском восстании на стороне Тадеуша Костюшко остатки графства — местечко Раков с фольварком Поморщизна — были конфискованы и переданы в казну Российской империи.

## Управление
Согласно инвентарю 1756 года графством управляли губернатор и наместники в каждом из 4 фольварков: Поморщизна, Выгоничи, Старый Раков и Ислоцкий. Согласно инвентарю волости 1773 года в графстве появились два новых фольварка — Новопольский и Трасковский. В управлении графством появилась должность писаря, а наместники в фольварках именовались администраторами. Дела графства велись на уряде замка раковского.
Губернаторами упоминались: чесник минский Матусевич «добр Раковских на тот час губернатора» (08.11.1696), Довгинов (1756), Иосиф Шишковский (1792).

## Территория
Территория графства включала город Раков и Слободу Казимирову, а также Раковскую волость, состоящую из фольварков:
- Поморщизна (деревни Великое Село, Бузуны, застенок Орловщизна),
- Выгоничи (деревни Выгоничи, Воронки, Гринюки и Слободка, застенки Скиндеровщизна, Волковщизна),
- Старый Раков (деревни Гервели, Геревичи и Мацевичи, застенки Богданов и Будровщизна),
- Ислоцкий (деревни Аксаковщизна и Душков),
- Трасковский (деревни Трасковщизна, Молавки, застенок Ковалевщизна),
- Новопольский (деревни Поликши, Жуки, застенки Козаки, Крупщизна, Ленковщизна, Лихачи, Моньки и Рудзевщизна).

## Экономика
Экономику графства в 1773 году составляли 571 хозяйство (499 христиан и 72 еврея) с населением 2306 чел. (1331 муж. и 975 жен.), во владении которых были 338 коней и 587 волов. Они обрабатывали 84 уволоки приусадебной и 335 уволок дворовой земли, отрабатывая 603 тяглых дня в неделю. В городе были 21 крама и 15 свиранов. Суммарно разные данины составляли 8247 злотых, из которых доходы с города составляли 3233 злотых (39 %).
Суммариуш дохода ежегодного графства Раковского в деньгах состоял из 28941 злотых. Основными статьями дохода были чинши (8247), аренды городская (8000) и деревенская (3100), доходы от продажи зерна (6755) и тартака (1013). Остальные статьи — это доходы с городской резницы скота, от коров и птиц по фольваркам, данины за птиц, мед половичный.
Годовые расходы графства на содержание работников и в различные фонды составили всего 4326 злотых, из них: 1726 злотых ординариям согласно табеля, 1400 злотых доминиканам клецким, 500 злотых доминиканам раковским и еще 100 злотых братству их костела на лампу, 300 злотых базилианам раковским и, наконец, 300 злотых пану уполномоченному пенсии ежегодной.
Таким образом, чистый доход графства в 1773 году составил 24 615 злотых.